# Iglesia de la Transfiguración (Piatigorsk)
La Iglesia de la Transfiguración (en ruso: Храм Преображения Господня) es la iglesia católica de la ciudad de Piatigorsk (Krai de Stavropol) en el sur de Rusia. Depende de la Diócesis de Saratov y se encuentra en el número 1 de la calle Anisimov.
Realizada en estilo neoclásico, que está inscrita en la lista del patrimonio cultural.
Piatigorsk tenía unos mil habitantes en la década de 1830, la mitad de los cuales eran casi todos polacos católicos exiliados en la ciudad después del levantamiento polaco de 1830. El emperador Nicolás en 1837 concedió permiso para construir una iglesia para los católicos de la ciudad. Después de la recaudación de dinero, fue construida desde 1840 hasta 1844 de acuerdo a los diseños de Giuseppe y Giovanni Battista, miembros de una famosa dinastía de arquitectos, autores de muchos monumentos arquitectónicos en el Cáucaso. Los hermanos Bernardazzi trabajaron en construcción hasta su finalización, pero la iglesia terminó también con la ayuda de Samuel Upton, de origen Inglés.
La ceremonia de dedicación de la Iglesia de la Transfiguración se hizo el 6 de agosto de 1844. Después de la revolución de 1917, los bolcheviques ateos perseguieron todas las religiones. Los servicios religiosos a pesar de la represión organizada por las autoridades, de alguna manera continuaron hasta 1937. Sin embargo, en enero de 1938, en el apogeo de la represión estalinista, el cura Johann Roth fue fusilado y la iglesia cerrada.
Después de la caída del comunismo la iglesia es registrada de nuevo en 1992. Solo fue devuelta totalmente a la Iglesia Católica en 2005, hasta entonces funcionó al mismo tiempo como Sala de conciertos y templo católico.

## Véase también

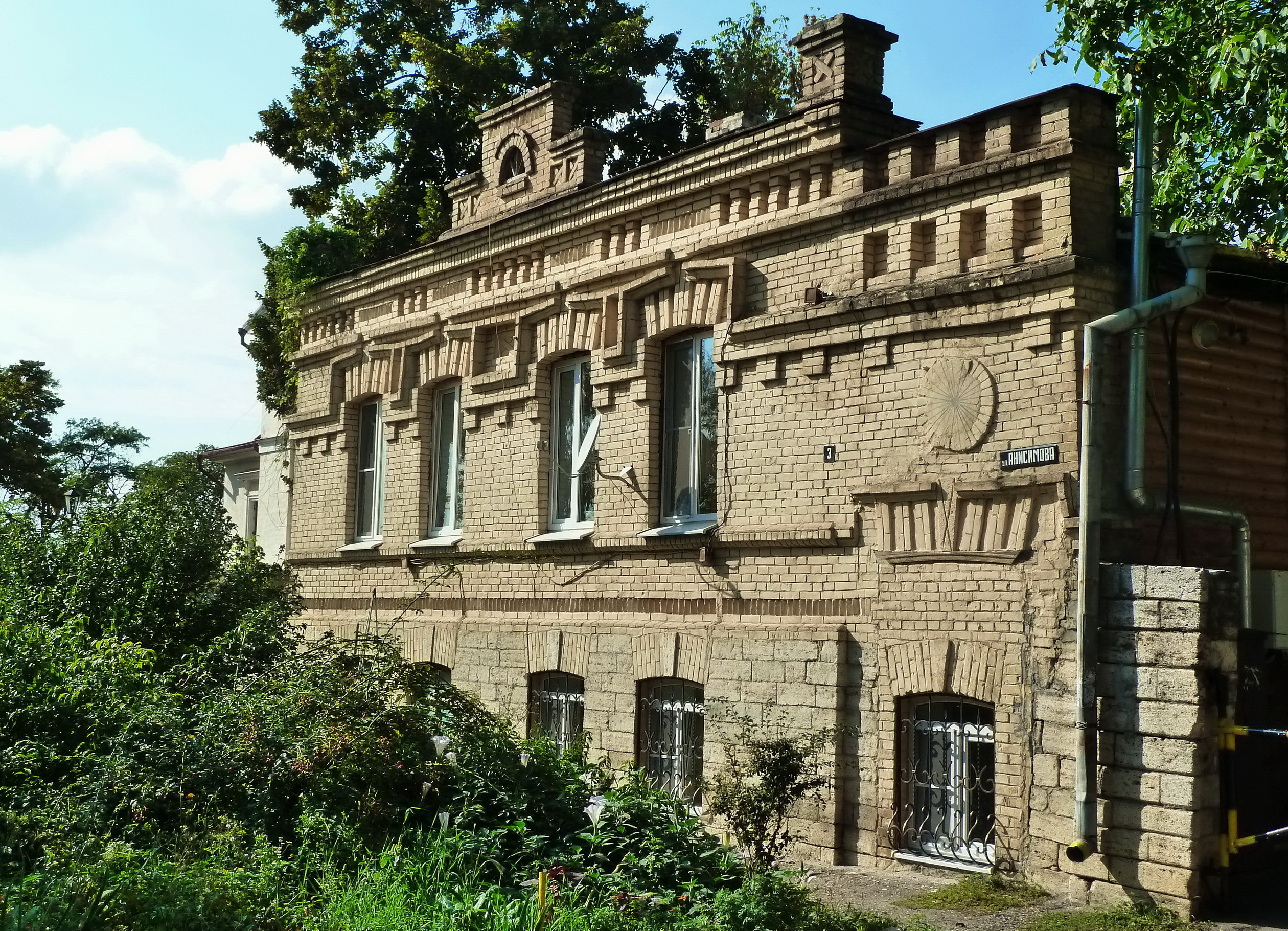
Vista posterior